# On Our Own (Showtek & Brooks)
On Our Own is een nummer van het Nederlandse dj-duo Showtek en de Nederlandse dj Brooks uit 2017, ingezongen door de Amerikaanse zangeres Natalie Major.
"On Our Own" werd een klein succesje in het Nederlandse taalgebied. Het nummer werd door Radio 538 uitgeroepen tot Dancesmash en bereikte de 12e positie in de Nederlandse Tipparade. Ook in Vlaanderen reikte de plaat tot de Tipparade.

## Tracklijst
- Muziekdownload

1. "On Our Own" - 3:44